# Die Küchenchefs
Die Küchenchefs ist eine ehemalige deutschsprachige Koch-Doku-Soap des Fernsehsenders VOX. In ihr coachten zwei oder drei Fernsehköche Restaurants, die unter schlechter Qualität und/oder Gästemangel litten, und versuchten, den Betreibern eine neue geschäftliche Perspektive aufzuzeigen. Anfang 2015 gab der Fernsehsender VOX bekannt, dass keine neuen Folgen mehr in Auftrag gegeben werden sollen.

## Aufbau einer Sendung
Phase 1Probeessen
Zu Beginn jeder Sendung wurde das Restaurant in einem Video vorgestellt, anschließend fand ein „Probeessen“ durch die Köche statt. Sie variierten in ihren Bestellungen meist zwischen Fleisch-/Fischgerichten, Vorspeisen und Desserts.
Phase 2Unterstützung in der Küche, betriebswirtschaftliche Prüfung
Nachdem sie sich einen ersten Überblick verschafft hatten, lernten die Küchenchefs am ersten Tag den regulären Küchenablauf kennen und versuchten am zweiten Tag, neue Strukturen, Abläufe, Gerichte etc. mit dem Küchenteam einzuüben. Zudem wurde geprüft, wie gut die betriebswirtschaftliche Leitung des Unternehmens funktioniert. Dazu gehörte meist die Kürzung zu umfangreicher Speisekarten und die kaufmännische Kalkulation des Angebotes.
Phase 3Abschlussessen
Am Ende jeder Sendung fand ein besonderes Essen als „Neuanfang“ statt. Durch die Popularität der Küchenchefs wurde das Restaurant hier meist gut besucht.
Phase 4Erneuter Besuch
In einer Abschlussszene kehrten die Küchenchefs nach fünf bis sechs Wochen zurück, um zu überprüfen, ob die von ihnen initiierten Veränderungen nach wie vor umgesetzt werden oder in alte Strukturen zurückgefallen wurde. Auch ein erneutes „Probeessen“ fand statt.

## Die Köche
Als „Küchenchefs“ agierten in allen Folgen die Fernsehköche
- Ralf Zacherl
- Martin Baudrexel
- Mario Kotaska

## Zur Sendung
Das Coachingformat ähnelte der RTL2-Sendung Die Kochprofis. Die auftretenden Köche waren in dieser vor dem Beginn der Produktion der Küchenchefs als Protagonisten tätig, verließen sie jedoch nach einem Streit über die Fortentwicklung des Konzepts.
Die erste Staffel umfasste 13 Folgen und lief sonntags ab 19:05 Uhr. Nach dieser Staffel war angesichts geringer Einschaltquoten zunächst unklar, ob weitere Sendungen produziert würden. Die zweite Staffel umfasste 25 Folgen, lief sonntags ab 20:15 Uhr und endete am 27. Februar 2011. Die dritte Staffel lief bis zum 26. Februar 2012. Am 11. November 2012 startete die vierte Staffel und endete am 10. März 2013. Seit dem 20. Oktober 2013 wurde die fünfte Staffel sonntags um 19:15 gesendet.
Anfang 2015 gab der Fernsehsender VOX bekannt, dass keine neuen Folgen mehr in Auftrag gegeben werden sollen. Zuletzt erreichte die Sendung auf ihrem prominenten Sendeplatz nur noch rund sieben Prozent Marktanteil.

## Episoden
Anmerkung: Tabellenspalte „Weitere Entwicklung“ ohne Anspruch auf aktuelle Gültigkeit und Vollständigkeit
| Nr. ges. | Nr. | Erstausstrahlung  | Betrieb                       | Ort                  | Weitere Entwicklung             |
| -------- | --- | ----------------- | ----------------------------- | -------------------- | ------------------------------- |
| 1        | 1   | 25. Oktober 2009  | Restaurant Alzeyer Sportsbar  | Alzey                | Neuer Besitzer                  |
| 2        | 2   | 1. November 2009  | Restaurant Behring Stuben     | Duisburg             |                                 |
| 3        | 3   | 8. November 2009  | Eugens Futterstuben           | Untermeitingen       |                                 |
| 4        | 4   | 15. November 2009 | Restaurant Esszimmer am Wald  | Ensdorf              |                                 |
| 5        | 5   | 22. November 2009 | Restaurant Seeblick           | Bensheim             |                                 |
| 6        | 6   | 29. November 2009 | Restaurant Ammerländer Stuben | Varel                |                                 |
| 7        | 7   | 6. Dezember 2009  | Restaurant Scala              | Mönchengladbach      | Geschlossen                     |
| 8        | 8   | 13. Dezember 2009 | Restaurant Galerie Sunshine   | Dessau               |                                 |
| 9        | 9   | 10. Januar 2010   | Restaurant Mam's              | Gütersloh            | Geschlossen                     |
| 10       | 10  | 17. Januar 2010   | Landhotel Thüringer Hof       | Ostheim vor der Rhön | Umbenannt in RhönOtel Insolvenz |
| 11       | 11  | 24. Januar 2010   | Restaurant Krambambuli        | Bad Salzungen        |                                 |
| 12       | 12  | 31. Januar 2010   | Restaurant Preussen Casino    | Berlin               |                                 |
| 13       | 13  | 7. Februar 2010   | Autohof A3 Lounge             | Rüdenhausen          |                                 |

| Nr. ges. | Nr. | Erstausstrahlung   | Betrieb                           | Ort                   | Weitere Entwicklung |
| -------- | --- | ------------------ | --------------------------------- | --------------------- | --- |
| 14       | 1   | 26. August 2010    | Restaurant Kupferkessel           | Berlin                | Geschlossen |
| 15       | 2   | 29. August 2010    | Restaurant Diner Road             | Minden                | |
| 16       | 3   | 5. September 2010  | Sportpark Herieden                | Würzburg-Heidingsfeld | Mittlerweile Betreiberwechsel; Vereinsgaststätte wird unter gleichem Namen fortgeführt.                                                              |
| 17       | 4   | 12. September 2010 | Restaurantschiff John Barnett     | Potsdam               | |
| 18       | 5   | 19. September 2010 | Sportsbar Palm Beach              | Pforzheim             | |
| 19       | 6   | 26. September 2010 | Vereinslokal Weiler Park          | Esslingen-Weil        | |
| 20       | 7   | 3. Oktober 2010    | Restaurant Edelweiß               | München               | |
| 21       | 8   | 10. Oktober 2010   | Café am See                       | Bad Lippspringe       | Geschlossen |
| 22       | 9   | 17. Oktober 2010   | Strandgut am Pegel                | Neuss                 | Im Juli 2013 nach Betreiberwechsel und Umbau unter neuer Bezeichnung neueröffnet                                                                     |
| 23       | 10  | 24. Oktober 2010   | Restaurant Sächsische Stuben      | Glauchau              | |
| 24       | 11  | 31. Oktober 2010   | Restaurant Bowlero                | Drakenburg            | |
| 25       | 12  | 7. November 2010   | Restaurant Waldschänke            | Dahlwitz-Hoppegarten  | |
| 26       | 13  | 14. November 2010  | Restaurant Texas                  | Haan                  | Geschlossen |
| 27       | 14  | 21. November 2010  | Restaurant Cubanita               | Karlsruhe-Durlach     | |
| 28       | 15  | 5. Dezember 2010   | Gasthaus zum Storch               | Siegen-Niederschelden | Objekt wird in einer Annonce in lokalem Anzeigenblatt und gemäß Website einer Hausverwaltung im Spätsommer/Herbst 2013 als „Frei ab sofort“ beworben |
| 29       | 16  | 12. Dezember 2010  | Restaurant Akademie Schmöckwitz   | Berlin                | |
| 30       | 17  | 9. Januar 2011     | Restaurant Lök & Lecker           | München               | Geschlossen |
| 31       | 18  | 16. Januar 2011    | Gasthof Mohrmann                  | Rhadereistedt         | |
| 32       | 19  | 23. Januar 2011    | Restaurant Bräustübla und Rodizio | Bamberg               | |
| 33       | 20  | 30. Januar 2011    | Restaurant Maxi-Mum               | Henstedt-Ulzburg      | |
| 34       | 21  | 6. Februar 2011    | Freizeitbad Monte Mare            | Neustadt in Sachsen   | |
| 35       | 22  | 13. Februar 2011   | Restaurant RoSa                   | Albstadt              | |
| 36       | 23  | 20. Februar 2011   | Restaurant Essgenuss              | Holm                  | wieder eröffnet am 14. Februar 2013 |
| 37       | 24  | 27. Februar 2011   | Restaurant Thorpe's               | Bochum-Eppendorf      | |

| Nr. ges. | Nr. | Erstausstrahlung   | Betrieb                                 | Ort                                     | Weitere Entwicklung                                                                                      |
| -------- | --- | ------------------ | --------------------------------------- | --------------------------------------- | --- |
| 38       | 1   | 4. September 2011  | Campingplatz Himmelpfort                | Himmelpfort                             | |
| 39       | 2   | 11. September 2011 | Restaurant Italo                        | Stadthagen                              | |
| 40       | 3   | 18. September 2011 | Restaurant Zum Fass                     | Siegburg                                | |
| 41       | 4   | 25. September 2011 | Restaurant Leckerbeck                   | Wittmund-Carolinensiel                  | |
| 42       | 5   | 2. Oktober 2011    | Restaurant FiftyTwo                     | Paderborn                               | Geschlossen                                                                                              |
| 43       | 6   | 9. Oktober 2011    | Restaurant Inntaler Wirtshaus           | Raubling                                | |
| 44       | 7   | 16. Oktober 2011   | Restaurant Museumsstuben                | Neckarsulm                              | |
| 45       | 8   | 23. Oktober 2011   | Restaurant Seventies                    | Radebeul                                | |
| 46       | 9   | 30. Oktober 2011   | Restaurant Luisenpark                   | Bad Hersfeld                            | Geschlossen (Am 1. Februar 2013 ist an der Adresse des Luisenpark ein neues Restaurant eröffnet worden.) |
| 47       | 10  | 6. November 2011   | Hotel Burg Waldau                       | Grasellenbach-Wahlen                    | |
| 48       | 11  | 13. November 2011  | Hotel-Restaurant Ziegenkrug             | Rostock                                 | |
| 49       | 12  | 20. November 2011  | Restaurant Krambambuli                  | Bad Salzungen                           | |
| 50       | 13  | 27. November 2011  | Körners Schlemmerbude                   | Pulheim-Brauweiler                      | |
| 51       | 14  | 4. Dezember 2011   | Restaurant Tor Deele                    | Schloß Holte-Stukenbrock                | |
| 52       | 15  | 20. Dezember 2011  | Mister Q BAR-B-Q                        | Elmshorn                                | Geschlossen                                                                                              |
| 53       | 16  | 15. Januar 2012    | Restaurant und Bar Einstein             | Augsburg                                | Geschäftsbetrieb noch vor Ausstrahlung eingestellt, inzwischen mehrfache Pächterwechsel.                 |
| 54       | 17  | 22. Januar 2012    | Gaststätte am Stadion                   | Wiesloch                                | Betriebsaufgabe aus gesundheitlichen Gründen Pächterwechsel                                              |
| 55       | 18  | 29. Januar 2012    | Restaurant Sento                        | Pforzheim                               | Geschlossen                                                                                              |
| 56       | 19  | 5. Februar 2012    | Wirtshaus zum Herboldshof               | Bad Rappenau-Wollenberg                 | |
| 57       | 20  | 12. Februar 2012   | Obere Maxlraineralm                     | Spitzingsee                             | |
| 58       | 21  | 19. Februar 2012   | Pfannkuchenhaus Im Bett                 | Ludwigshafen am Rhein                   | |
| 59       | 22  | 26. Februar 2012   | Küchenchefs-Spezial – Die Wiederbesuche | Küchenchefs-Spezial – Die Wiederbesuche | Küchenchefs-Spezial – Die Wiederbesuche                                                                  |

| Nr. ges. | Nr. | Erstausstrahlung  | Betrieb                                 | Ort                                     | Weitere Entwicklung                                                        |
| -------- | --- | ----------------- | --------------------------------------- | --------------------------------------- | -------------------------------------------------------------------------- |
| 60       | 1   | 11. November 2012 | Forsthaus Wehl                          | Hameln                                  | Insolvenz des Betreibers Weiterführung durch Inhaber                       |
| 61       | 2   | 18. November 2012 | TriBeCa                                 | Hamburg                                 | Geschlossen                                                                |
| 62       | 3   | 25. November 2012 | La Toscana                              | Bremen                                  |                                                                            |
| 63       | 4   | 27. November 2012 | Inceno                                  | Koblenz                                 | Umbenannt in mein Koblenz Gastronomiepreis Rheinland-Pfalz 2012 (1. Platz) |
| 64       | 5   | 2. Dezember 2012  | Esquina Tapasti                         | Zweibrücken                             | Geschlossen aufgrund mangelnder Wirtschaftlichkeit                         |
| 65       | 6   | 9. Dezember 2012  | Zum Messingkrug                         | Wendisch Rietz                          |                                                                            |
| 66       | 7   | 16. Dezember 2012 | Bratwurstglöckle                        | Fulda                                   |                                                                            |
| 67       | 8   | 6. Januar 2013    | Casa Mexicana                           | Erfurt                                  | Insolvenz                                                                  |
| 68       | 9   | 13. Januar 2013   | Röttger’s Wirtshaus                     | Stadtlohn                               | Geschlossen aufgrund mangelnder Wirtschaftlichkeit                         |
| 69       | 10  | 20. Januar 2013   | Gaststätte TSG Münster                  | Kelkheim                                |                                                                            |
| 70       | 11  | 27. Januar 2013   | Ipiros                                  | Erlangen                                |                                                                            |
| 71       | 12  | 3. Februar 2013   | Gutenberg                               | Kiel                                    |                                                                            |
| 72       | 13  | 10. Februar 2013  | Gasthaus Breitehof                      | Grafenhausen                            | Geschlossen aufgrund Insolvenz im Oktober 2012                             |
| 73       | 14  | 17. Februar 2013  | Restaurant das lokal                    | Hagen-Wehringhausen                     |                                                                            |
| 74       | 15  | 24. Februar 2013  | Landgasthof Kutschenwirt                | Grafenau-Oberhüttensölden               |                                                                            |
| 75       | 16  | 3. März 2013      | Gasthof Schäffler                       | Sonthofen-Altstädten                    |                                                                            |
| 76       | 17  | 10. März 2013     | Küchenchefs-Spezial – Die Wiederbesuche | Küchenchefs-Spezial – Die Wiederbesuche | Küchenchefs-Spezial – Die Wiederbesuche                                    |

| Nr. ges. | Nr. | Erstausstrahlung  | Betrieb                         | Ort                    | Weitere Entwicklung                                 |
| -------- | --- | ----------------- | ------------------------------- | ---------------------- | --------------------------------------------------- |
| 77       | 1   | 20. Oktober 2013  | Gasthaus Zum Seehund            | Hallig Hooge           |                                                     |
| 78       | 2   | 27. Oktober 2013  | Rembrandt                       | Kevelaer               | Gaststätte schließt auf Empfehlung der Küchenchefs. |
| 79       | 3   | 3. November 2013  | Bistro Zum Flöz                 | Oberhausen             |                                                     |
| 80       | 4   | 10. November 2013 | Hotel Gasthof Schwarzer Adler   | Schwarzenbruck         |                                                     |
| 81       | 5   | 17. November 2013 | Restaurant Reissdorf em Oellig  | Köln                   | Neueröffnung am 12. Juni 2014                       |
| 82       | 6   | 24. November 2013 | Gasthaus Zur Birke              | Stockelsdorf           | Musste zum 31. Dezember 2014 aufgegeben werden.     |
| 83       | 7   | 1. Dezember 2013  | Restaurant Casablanca           | Wiesmoor               |                                                     |
| 84       | 8   | 8. Dezember 2013  | Restaurant Schwerelos & Zeitlos | Hamburg                |                                                     |
| 85       | 9   | 15. Dezember 2013 | Restaurant Jedermanns           | Neustadt am Rübenberge |                                                     |
| 86       | 10  | 22. Dezember 2013 | Restaurant P49                  | Mörfelden-Walldorf     |                                                     |
| 87       | 11  | 29. Dezember 2013 | Restaurant Alte Post            | Oberwiera              |                                                     |
| 88       | 12  | 5. Januar 2014    | Gasthaus Nassen's Mühle         | Waldbreitbach          |                                                     |
| 89       | 13  | 12. Januar 2014   | Kulinaria                       | Taufkirchen            |                                                     |
| 90       | 14  | 19. Januar 2014   | Restaurant am Bismarckturm      | Hameln                 |                                                     |
| 91       | 15  | 26. Januar 2014   | Stadtbrasserie Friedrich        | Bayreuth               |                                                     |